# Атнари
Атна́ри (рос. Атнары, чув. Атнар) — село у Чувашії Російської Федерації, центр Атнарського сільського поселення Красночетайського району.
Населення — 675 осіб (2010; 775 в 2002, 940 в 1979, 1072 в 1939, 945 в 1926, 557 в 1897, 300 в 1859, 223 в 1815).
Національний склад (2002):
- чуваші — 99 %

## Історія
Історична назва — Отмар. До 1863 року селяни мали статус удільних, займались землеробством, тваринництвом, бондарством, слюсарством, виробництвом взуття. Діяла церква Різдва Христового (1901–1933). 1896 року відкрито церковнопарафіяльну школу. На початку 20 століття діяли вітряк, 2 шерстобійки, водяний млин. 1929 року створено колгосп «Комінтерн». До 1918 року село входило до складу Курмиської волості, до 1920 року — Красночетаївської волості Курмиського, до 1927 року — Ядринського повітів. З переходом на райони 1927 року — спочатку у складі Красночетайського, у період 1962–1965 років — у складі Шумерлинського, після чого знову передане до складу Красночетайського району.

## Господарство
У селі діють школа, клуб, бібліотека, стадіон, спортивний майданчик, пошта та відділення банку, кабінет лікаря загальної практики, 3 магазини та 2 їдальні.

## Відомі особистості
В поселенні народився:
- Мадебейкін Іван Миколайович (* 1934) — російський зоотехнік-бджоляр.